# Medevi gård

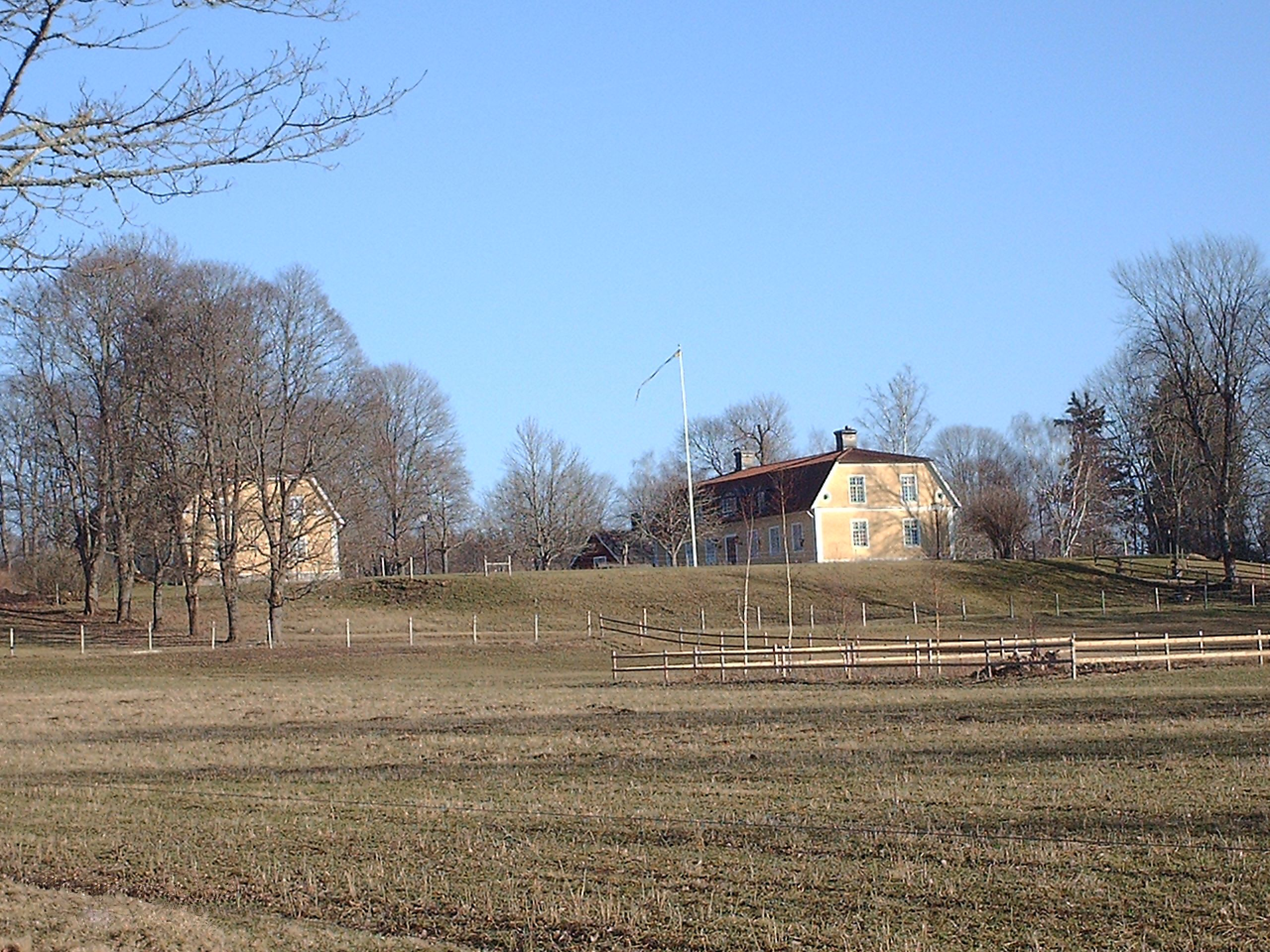
Medevi gård

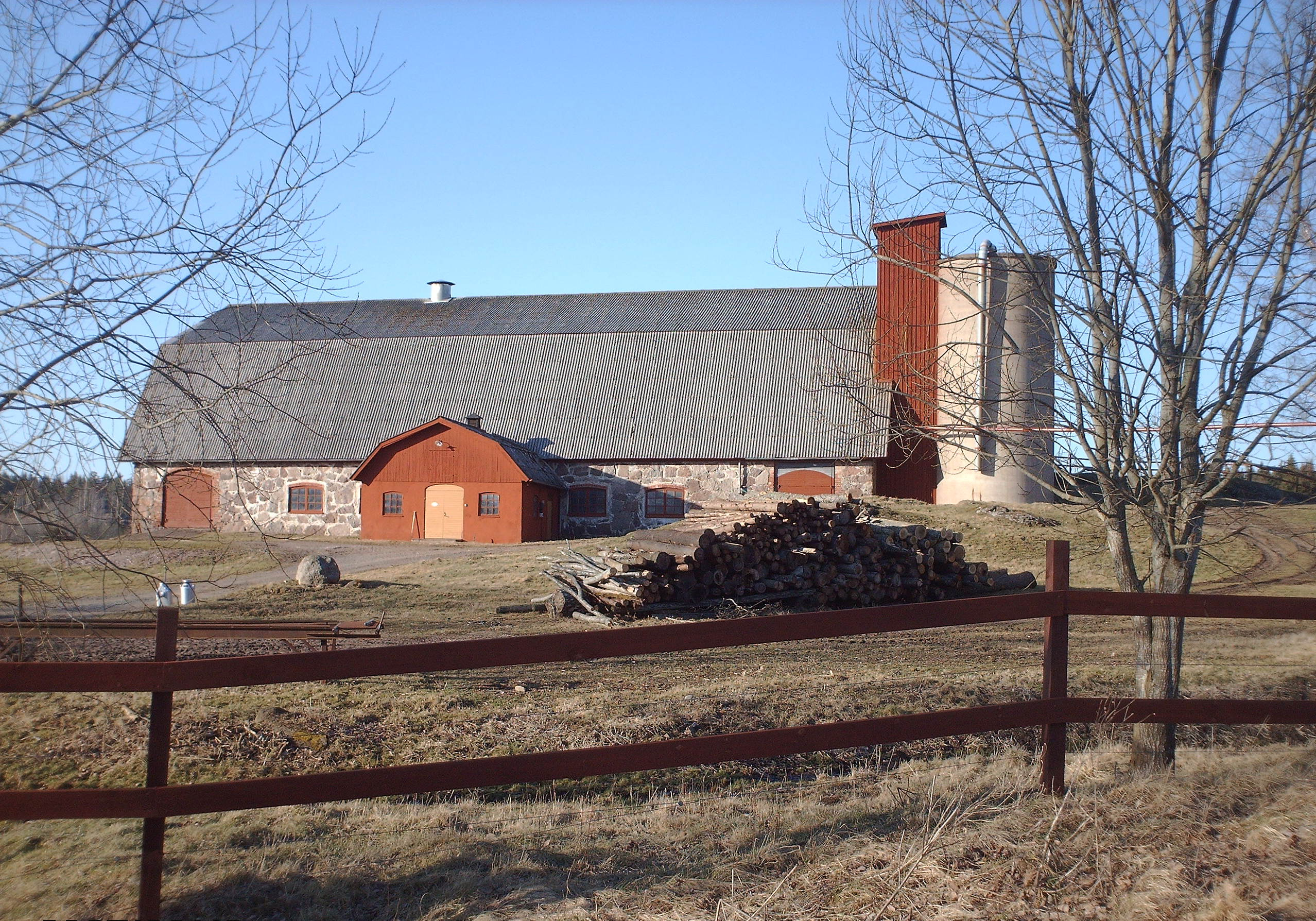
Ladugården

Medevi gård i Västra Ny socken, Motala kommun, är ett säteri. Säteriet ligger inte vid Medevi brunn utan på motsatt sida av riksväg 50, mycket nära gränsen till Askersunds kommun. Mangårdsbyggnaden finns inte kvar. Den revs efter långvarigt förfall på 1890-talet. Idag återstår de två putsade 1700-talsflyglarna. 
Gårdens historia sträcker sig tillbaka till 1360-talet. Den ägdes då av riksrådet och lagmannen i Uppland Karl Ulfsson (Sparre av Tofta), ej att förväxla med Karl Ulfsson till Ulvåsa (son till Heliga Birgitta). Den Karl Ulfsson som ägde Medevi tillhörde en av rikets förnämsta ätter. Hans farmor Ingeborg Ulfsdotter (Ulv) ägde flera viktiga gårdar i västra Östergötland, bland annat Hårstorp, Vinnerstad, Husbyfjöl och Klosterstad samt Göksholm i Närke.  
Karl Ulfsson överlät i ett större byte 1369 "Midhianwidh" till lagmannen i Östergötland, riksrådet Bo Jonsson (Grip). Medevi gård kom i Vadstena klosters ägo genom ytterligare ett större byte 3 mars 1383, nu mellan Bo Jonsson (Grip) och klostret. Gården blev säteri på 1600-talet och under slutet av samma århundrade blev riksrådet Gustaf Soop ägare till gården. Det var under hans tid som hälsobrunnen på markerna anlades. Fram till 1860 ägdes brunnsverksamheten av säteriet. Det var vid Medevi gård som kungligheterna bodde, då de besökte brunnen. 
På Medevi säteri finns en av landets tidigaste engelska parker. Delar av den anlades på 1700-talet. I parkens västligaste del ligger Kungens kulle. Den har fått sitt namn efter att kung Gustav IV Adolf en gång höll en fest där. Ett omfattande projekt med att restaurera de sex hektar stora park- och trädgårdsanläggningarna pågår. En del av parken användes förr som begravningsplats för gårdens hästar. Ett av lusthusen, som alla nu är borta, utgjorde förlaga för schweizeriet på Medevi brunn.